# ТЕС Batys Power
51°16′1″ пн. ш. 51°5′57″ сх. д. / 51.26694° пн. ш. 51.09917° сх. д.
ТЕС Batys Power — теплова електростанція на заході Казахстану, на околицях міста Орал. Офіційно відома як «ГТЭС-200 Уральск» («Газотурбінна електростанція 200 Уральськ»).
В 2016 році на майданчику станції ввели в дію одну встановлену на роботу у відкритому циклі газову турбіну потужністю 100 МВт (номінальна потужність у стандартних умовах – 117 МВт)
Як паливо ТЕС споживає природний газ, що подається по перемичці довжиною 3 км та діаметром 500 мм від газопроводу Оренбург – Новопсков. На рік зазначеній турбіни потрібно 0,27 млрд м3 блакитного палива.
Паливна ефективність станції становить 31,8%. При цьому можливо відзначити, що інфраструктура майданчику спланована з урахуванням можливого встановлення другої газової турбіни, котлів-утилізаторів та парової турбіни, що дозволило б створити енергоефективний блок парогазового циклу.
Видача продукції відбувається по ЛЕП, що працює під напругою 200 кВ.